# Magic in the Air
Singles de Magic System featuring Chawki
Mamadou
(2013)
Clip vidéo
[vidéo] « "Magic in the Air" », sur YouTube
Magic in the Air est un single du groupe de musique ivoirien Magic System, accompagné pour l'occasion par le chanteur marocain Chawki et produit par le producteur marocain RedOne. 
La chanson apparaît également sur l'album Africainement vôtre de Magic System, sorti le 19 mai 2014.

## Thème et contenu
Cette chanson, sur le thème du football et plus particulièrement du football en Afrique, a été produite par le Marocain RedOne.
Bien que le titre soit en anglais, pratiquement tout le texte de la chanson est en français. Elle dispose d'un refrain entraînant :

« On t'invite à la magie, y a pas de raccourci,
 Oublie tes soucis, viens faire la folie
Feel the magic in the air, allez allez allez, 
Levez les mains en l'air, allez allez allez. »

La musique est composée à partir d'un échantillon de la chanson de Khaled C'est la vie.
La chanson est sortie en mars 2014 pour coïncider avec les événements préparatoires de la Coupe du monde de football 2014, laquelle se déroule du 12 juin au 13 juillet. La sortie du single est accompagnée par celle d'un clip vidéo, mis en ligne sur le compte officiel YouTube de Magic System, le 17 mars 2014.
Le single est un succès en France et en Belgique, et est largement diffusé dans les stades pour les matchs de football.
La chanson est jouée à chaque fois que la France a marqué un but lors de la Coupe du monde de football 2018, compétition qu'elle remporte.

## Action avec l'UNESCO
Dans le cadre du programme d'alphabétisation baptisé « Don't A'salfo » financé par cette action, A'salfo (Salif Traoré), leader du groupe Magic System, est désigné Ambassadeur de bonne volonté par l'UNESCO en septembre 2012,.
L'UNESCO et Magic System, en coopération avec Ebay, ont organisé une vente aux enchères. L'UNESCO a proposé à des célébrités de signer les ballons Brazuca d'Adidas qui seraient utilisés lors du Mondial 2014. De nombreux représentants et représentants du monde du sport, des artistes et des personnalités politiques ont signé des ballons, qui ont été vendus aux enchères entre le 4 et le 14 juin 2014, l'ensemble des bénéfices allant au programme d'alphabétisation de l'organisation mondiale.
Pour cette occasion, Magic Systme monte un nouveau clip pour Magic in the Air. La vidéo montre différents participants signer des ballons, jouant au football ou faisant symboliquement « passer le ballon » aux autres signataires dans une « chaîne de jongles ». Le site officiel de Magic System a mis à disposition une page recensant les signataires, renvoyant vers les ballons et permettant d'enchérir sur les différents lots.
Célébrités ayant pris part à la démarche :
- Joueurs et entraîneurs : Javier Pastore, David Luiz, Yaya Touré, Olivier Giroud[3], Marion Bartoli, Robert Pires, Raymond Domenech, Patrick Vieira[5], Clément Grenier, Brandão, Bacary Sagna, Arsène Wenger, Amaury Leveaux, Adrien Rabiot, Bafétimbi Gomis, Laurent Koscielny, Jérôme Alonzo, Gaëtane Thiney, Florent Malouda, Éric Carrière, Olivier Missoup, Olivier Dacourt, Rio Mavuba, Sylvain Wiltord, Luis Fernandez, Arnaud "Séan" Garnier
- Artistes : Soprano, Youssoupha[3], M. Pokora, Zaho[5]
- Personnalités des médias : Cyril Hanouna, Patrick Sébastien, Nathalie Iannetta[3], Sébastien Cauet[5], Astrid Bard, Isabelle Ithurburu, Pierre Ménès, Patrick Sébastien, Darren Tulett

## Classements musicaux
| Classement (2014)                                | Meilleure place |
| ------------------------------------------------ | --------------- |
| Belgique (Flandre Ultratop 50 Singles)           | 10              |
| Belgium Dance Bubbling Under (Ultratop Flanders) | 6               |
| Belgique (Wallonie Ultratop 50 Singles)          | 1               |
| Belgique (Wallonie Ultratop 50 Dance)            | 3               |
| France (Club 40)                                 | 1               |
| France (SNEP)                                    | 3               |
| Allemagne (Media Control AG)                     | 64              |
| Liban (Lebanese Top 20)                          | 1               |
| Luxembourg (Billboard Luxembourg Songs)          | 3               |
| Pologne (ZPAV)                                   | 20              |
| Pologne (Dance Top 50)                           | 3               |
| Pologne Pologne (Video Chart)                    | 5               |
| Suisse (Schweizer Hitparade)                     | 23              |

| Classement (2014)            | Position |
| ---------------------------- | -------- |
| Belgique (Ultratop Flandre)  | 73       |
| Belgique (Ultratop Wallonie) | 8        |
| France (SNEP)                | 17       |

### Certifications
| Région | Certification | Ventes/Streams |
| --- | ------------- | -------------- |
| Belgique (BEA)                                                                                            | Or            | 0*             |
| France (SNEP)                                                                                             | Diamant       | 400 000*       |
| *Ventes selon la certification xNon précisé par la certification ‡ventes/streaming selon la certification |               |                |